# Life (álbum de Ricky Martin)
Life é o oitavo álbum de estúdio, e o terceiro álbum em inglês, do artista porto-riquenho Ricky Martin, lançado pela Columbia Records em outubro de 2005.
O álbum recebeu resenhas, em maioria, favoráveis da crítica especializada em música, com o jornal Newsday, dando uma nota B+ e os sites AllMusic e The Denver Post avaliando, cada um deles, com três estrelas e meia de cinco.

## Produção e lançamento
Musicalmente falando, o álbum rompe com o que Martin vinha fazendo em seus discos anteriores. Em entrevista o cantor revelou que "Definitivamente, quando eu comecei a criação desse álbum, uma das coisas que eu queria era não fazer nada que eu já tivesse feito. É por isso que eu optei por canções em diversos estilos musicais que eu nunca tinha o feito anteriormente, e eu fiz delas minhas". Entre os gêneros musicais os quais ele explora estão o worldbeat presente na faixa "Till I Get You" e o hip hop em "I Don't Care" que tem participação do rapper Fat Joe e da cantora Amerie.
O lançamento do álbum ocorreu em uma listening session, em Miami, onde o cantor autografou o CD para os fãs e falou com a imprensa. Como estratégia promocional, a gravadora fez o cantor entregar pessoalmente discos de vinil para DJs em boates, sem qualquer forma de anúncio.

## Singles
Três singles foram lançados. O primeiro, "I Don't Care", alcançou a posição de número 65 na Billboard Hot 100 e alcançou a terceira posição na Hot Dance Club Songs. A versão em espanhol, chamada "Qué Más Da", alcançou a posição de número 7 no Hot Latin Songs. "I Don't Care" também alcançou o top ten na Itália e na Finlândia e no Reino Unido, atingiu a posição de número 11. Em janeiro de 2011, a canção vendeu 124.000 cópias digitais nos Estados Unidos. Martin fez uma performance de "I Don't Care" no Top of the Pops da BBC em 25 de setembro de 2005.
"Drop It on Me" foi o segundo single nos Estados Unidos, mas falhou nas paradas da Billboard Hot 100. Alcançou apenas a posição de número 20 no Bubbling Under Hot 100 Singles e a posição de número 23 no Latin Pop Songs.
O último single a ser lançado, "It's Alright", fez sucesso na França, depois de regravado em dueto com M. Pokora; na parada de sucessos do país alcançou a posição número 4 e foi certificado como disco de Prata.

## Recepção crítica
| Críticas profissionais | Críticas profissionais |
| Avaliações da crítica  | Avaliações da crítica  |
| Fonte                  | Avaliação              |
| ---------------------- | ---------------------- |
| AllMusic               | [ 1 ]                  |
| The Denver Post        | [ 2 ]                  |
| Newsday                | B+                     |
| Rolling Stone          | [ 11 ]                 |
| Slant Magazine         | [ 12 ]                 |

As resenhas da crítica especializada em música foram, em maioria, favoráveis. Stephen Thomas Erlewine, do site AllMusic, avaliou com três estrelas e meia de cinco e pontuou que "um álbum de grande orçamento, recheado de participações especiais e colaboradores" no qual algumas canções valem a pena de serem ouvidas, embora não reflitam o retorno que ele deveria ter após anos sem lançar um álbum em inglês da altura de Ricky Martin.
Glenn Gamboa do jornal Newsday avaliou com uma nota "B+" e escreveu que o álbum reflete a serenidade e a paz que o cantor encontrou desde o seu último disco em inglês, Sound Loaded, e apresenta uma multiplicidade de ritmos, algumas vezes lembrando o cantor Sting (o que ele considerou ser uma desvantagem, por ser chato). Ele pontuou que as letras de algumas canções que falam sobre "um mundo unido" resultaram em boas (embora brandas) canções como "Stop Time Tonight" e "I Won't Desert You", da mesma forma que suas raízes latinas também proporcionaram.
De forma crítica, Barry Walters, da revista Rolling Stone, avaliou com duas estrelas e meia, considerou o trabalho calculado e banal e concluiu dizendo que "misturando rock bombástico, coreografias dançantes e baladas cheias de lágrimas de crocodilo, Life parece destinado a uma morte rápida".

## Desempenho comercial
Comercialmente, teve repercussão e vendas modestas comparadas a outros lançamentos do cantor. Estreou na sexta posição na Billboard 200 com quase 73.000 cópias vendidas. No total, o álbum vendeu 274.000 cópias nos Estados Unidos, de acordo com a Nielsen SoundScan. Alcançou o top ten na Argentina e na Espanha, e no Reino Unido, atingiu a posição de número quarenta. Posteriormente, foi certificado como disco de ouro na Argentina e no México. Em novembro de 2006, após o fim dos trabalhos com a divulgação, as vendas atingiram 694.000 cópias em todo o mundo.

## Lista de faixas
- Créditos adaptados do site AllMusic.[1]

| Life – Edição padrão |                                                                                           | |                                                      |         |  |
| N.º                  | Título                                                                                    | Compositor(es) | Produtor(es)                                         | Duração |  |
| 1.                   | "Til I Get to You"                                                                        | Ricky Martin George Noriega Danny López Itaal Shur                                                                             | Martin Noriega López Randy Cantor [a]                | 4:56    |  |
| 2.                   | "I Won't Desert You"                                                                      | Martin Noriega López Cantor Kara DioGuardi                                                                                     | Martin Noriega López Cantor                          | 3:50    |  |
| 3.                   | "I Don't Care" (com part. de Fat Joe e Amerie)                                            | Sean Garrett Scott Storch Joseph Cartagena                                                                                     | Lil Jon [b]                                          | 3:48    |  |
| 4.                   | "Stop Time Tonight"                                                                       | Diane Warren | Martin Noriega López Jon Secada [c]                  | 4:00    |  |
| 5.                   | "Life"                                                                                    | Martin Noriega López | Martin Noriega López                                 | 4:07    |  |
| 6.                   | "I Am" (com part. de Voltio)                                                              | Martin Garrett Julio Voltio | Garrett                                              | 3:31    |  |
| 7.                   | "It's Alright"                                                                            | López Soraya Lamilla Javier García George Pajon Jr.                                                                            | Martin López Pajon, Jr. will.i.am Noriega [b]        | 3:31    |  |
| 8.                   | "Drop It on Me" (com part. de Daddy Yankee)                                               | Martin will.i.am Francisco Saldaña Victor Cabrera Pajon, Jr. Toby Gad Melanie Smith Ramón Ayala Mohandas Dewese Bobby Robinson | will.i.am Luny Tunes [a] López [b] David Cabrera [b] | 3:54    |  |
| 9.                   | "This Is Good"                                                                            | Martin Noriega López Lauren Christy Graham Edwards Scott Spock Storch                                                          | Martin Noriega López The Matrix Storch               | 3:35    |  |
| 10.                  | "Save the Dance"                                                                          | Martin Noriega López Billy Mann                                                                                                | Martin Noriega López Mann [b]                        | 4:05    |  |
| 11.                  | "Qué Más Da" (I Don't Care) (Luny Tunes Reggaeton Mix) (com part. de Fat Joe e Debi Nova) | Garrett Storch Cartagena Claudia Brant                                                                                         | Storch Garrett [b] Noriega [b] Luny Tunes [d]        | 3:29    |  |
| 12.                  | "Déjate Llevar" (It's Alright – Spanish)                                                  | López Lamilla García Pajon, Jr.                                                                                                | López Pajon, Jr. will.i.am Noriega [b]               | 3:34    |  |
| Duração total:       | Duração total:                                                                            | Duração total: | Duração total:                                       | 46:44   |  |

Notas
- ↑[a]  Denota um coprodutor
- ↑[b]  Denota um produtor vocal
- ↑[c]  Denota um produtor de vocais de apoio
- ↑[d]  Denota um produtor de remix

## Tabelas

### Tabelas semanais
| Tabela musical (2005)                 | Melhor posição |
| ------------------------------------- | -------------- |
| Argentinian Albums (CAPIF)            | 6              |
| Austrália (ARIA)                      | 44             |
| Áustria (Ö3 Austria Top 40)           | 60             |
| Bélgica (Ultratop Valônia)            | 47             |
| Países Baixos (Dutch Charts)          | 26             |
| European Albums (Top 100)             | 31             |
| Finlândia (Suomen virallinen lista)   | 34             |
| França (SNEP)                         | 61             |
| Alemanha (Offizielle Deutsche Charts) | 57             |
| Itália (FIMI)                         | 14             |
| Japanese Albums (Oricon)              | 121            |
| Mexican Albums (AMPROFON)             | 5              |
| Escócia (Official Scottish Albums)    | 61             |
| Espanha (PROMUSICAE)                  | 8              |
| Suécia (Sverigetopplistan)            | 34             |
| Suíça (Schweizer Hitparade)           | 17             |
| Reino Unido (Official Albums Chart)   | 40             |
| Estados Unidos (Billboard 200)        | 6              |

## Certificações e vendas
| Região                                                                                             | Certificação | Vendas  |
| -------------------------------------------------------------------------------------------------- | ------------ | ------- |
| Argentina (CAPIF)                                                                                  | Ouro         | 20,000^ |
| México (AMPROFON)                                                                                  | Ouro         | 50,000^ |
| Estados Unidos (RIAA)                                                                              | —            | 274,000 |
| Resumos                                                                                            |              |         |
| Mundo                                                                                              | —            | 694,000 |
| *números de vendas baseados somente na certificação ^distribuições baseadas apenas na certificação |              |         |